# Carel Muller

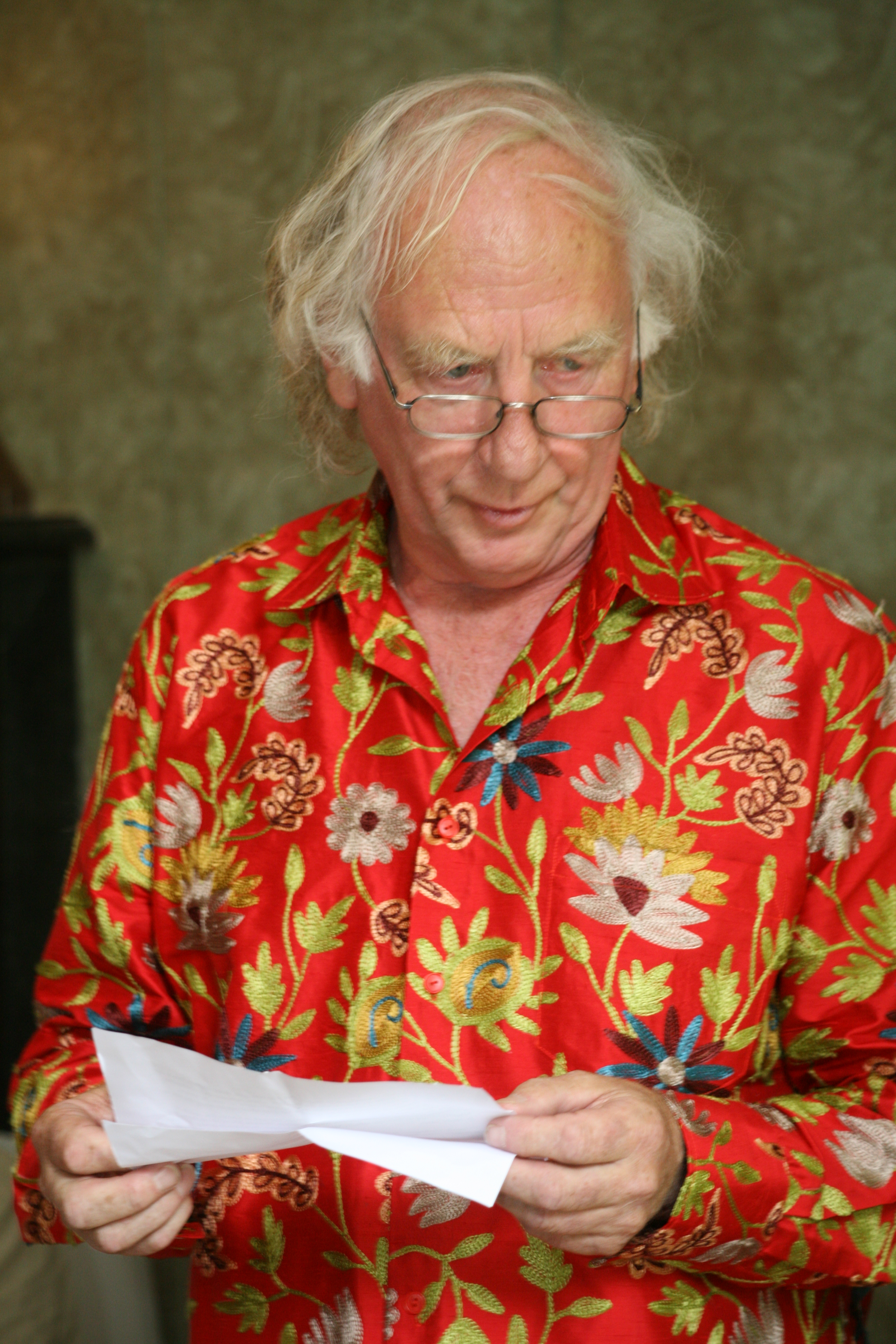
Carel Muller in 2007

Johannes Carel Muller (Rotterdam, 19 mei 1937 - Eelde, 24 februari 2020) was een Nederlands psycholoog die vooral bekendheid kreeg door de Dennendalaffaire.
Muller was zoon van M.J. Muller, burgemeester van Lekkerkerk. Hij volgde zijn opleiding aan de Rijksuniversiteit Utrecht en deed doctoraalexamen in 1966. In zijn laatste jaar liep hij stage bij de Willem Arntsz Hoeve. Muller klom op tot directeur van de psychiatrische afdeling. Hij werd op een zijspoor gezet vanwege zijn vrijere behandelmethoden van mensen met een verstandelijke beperking.
Inmiddels is in vrijwel alle zorgsectoren ‘vermaatschappelijking’ uitgegroeid tot een sleutelwoord in het beleid en worden mensen met een verstandelijke beperking niet meer apart gezet. Muller was de grondlegger hiervan.

## Biografie

### Jeugd (1937-1957)
Muller werd geboren in Rotterdam, als zoon van Marinus Muller, ambtenaar bij de Gemeente Rotterdam, en Carolien Muller-de Bruin, en woonde de eerste twee jaar met zijn ouders en oudere broer in Pernis. In 1939 verhuisde het gezin naar Rotterdam. Na voortdurende angsten bij broer Peter voor de bombardementen van de Duitsers vlakbij hun woning op 14 mei 1940, werd Rotterdam in 1941 ingeruild voor Elspeet, waar het gezin tot het eind van de oorlog verbleef. Na de oorlog woonde het gezin kort in Soestdijk om vervolgens, vanwege de aanstelling van vader Marinus als Chef de Bureau bij Kerk & Wereld, te verhuizen naar Driebergen.
Muller ging naar een particuliere lagere school, Instituut Coolsma, om vervolgens naar het Christelijke Streeklyceum in Doorn, het Montessorilyceum in Amersfoort en later Christelijke Streeklyceum in Gouda (1957) te gaan. Tussendoor ging hij een tijd niet naar school en werkte bij onder andere een tomatenkwekerij, een bakker en een papiergroothandel.
Deze periode was op verschillende manieren vormend voor de jonge Muller. Hij deed veel werkervaring op, besefte hoe belangrijk scholing is en maakte van dichtbij mee dat zijn vader met steeds meer tegenzin werkte voor Kerk & Wereld, grotendeels omdat de beoogde doelstelling van Kerk & Wereld steeds verder uit beeld verdween. Dit vormde bij Muller al op jonge leeftijd de overtuiging dat je moet doen waar je goed in bent en waar je plezier in hebt, omdat dit het beste in de mens naar boven brengt.
Meest bepalend in zijn jeugd was waarschijnlijk de steeds problematischer epilepsie van zijn broer Peter. Het gezinsleven werd er door gedomineerd en de perioden dat zijn broer uit huis was geplaatst (o.a. in een inrichting in Zwitserland) deed hij zijn eerste ervaringen op hoe patiënten in een instelling behandeld werden. Hij ervoer die behandeling als uitermate afstandelijk en mechanisch en zag en voelde van dichtbij de worsteling van zijn ouders en verzorgers met iemand die speciale behandeling nodig heeft.

### Dienstweigeraar (1958-1960)
Na de HBS ging Muller psychologie studeren in Utrecht. Na het eerste jaar werd hij opgeroepen voor militaire dienst en mede door zijn pacifistische opvoeding en de protesten in de VS tegen de Vietnamoorlog weigerde hij dienst. Zijn vervangende dienstplicht bij het Rijkskrankzinnigengesticht / Rijks Psychiatrische Inrichting Eindhoven, bevestigde de ervaringen die hij al met de verzorging van zijn broer had. Deze zag hij bij in het kwadraat terug. Artsen en verpleegkundigen in witte jassen, afstandelijk en psychiaters die bepalen hoe de verzorging gaat. Het paste allemaal niet in de hele beweging van eind jaren ’50 en de persoonlijke overtuiging van Muller, dat de mens de maat zou moeten zijn.

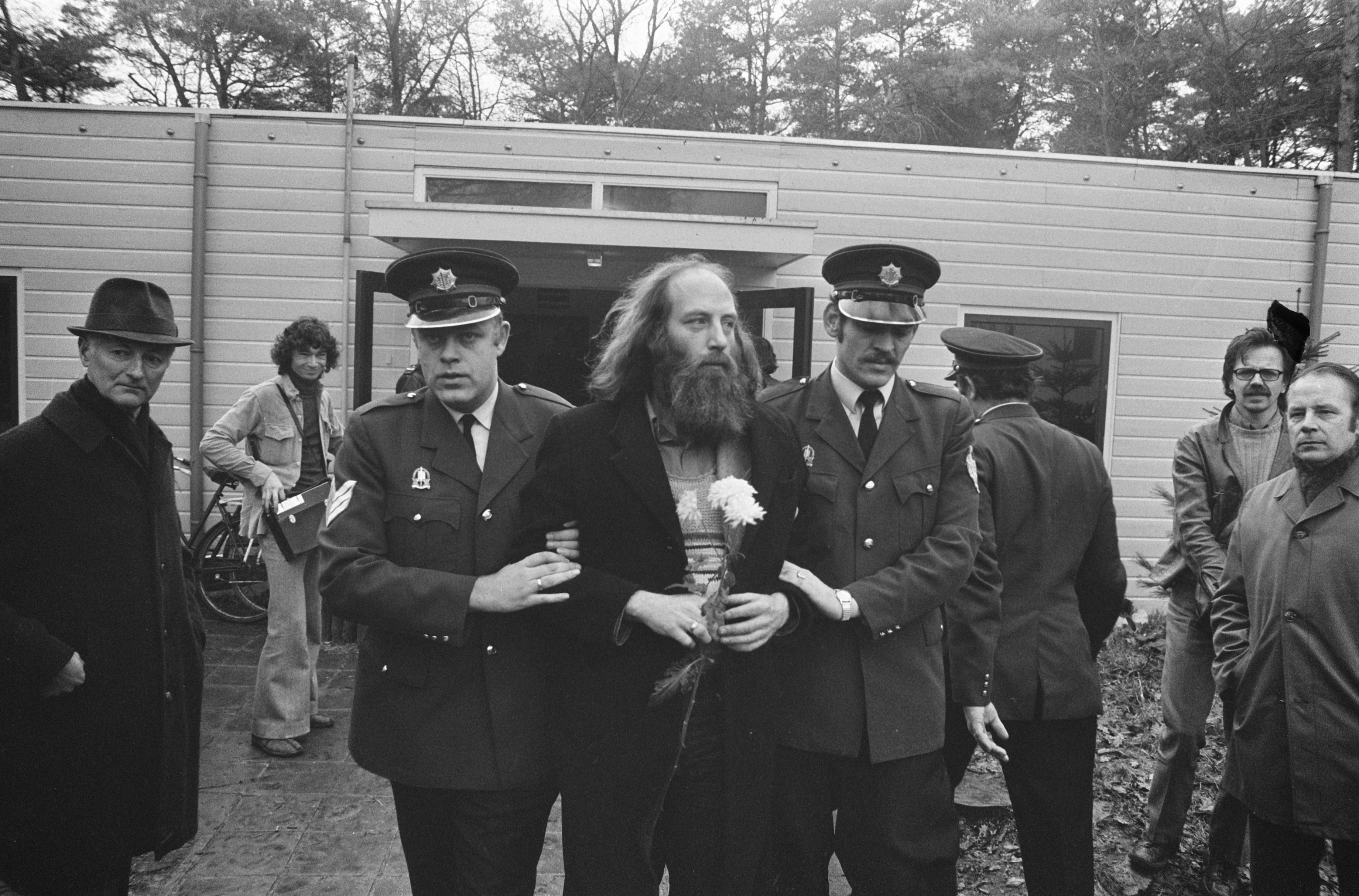
Carel Muller bij ontruiming van Dennendal (1974)

### Willem Arntsz Hoeve (1962-1974)
In het laatste jaar van zijn studie liep Muller stage bij de Willem Arntsz Hoeve in Den Dolder. Hij werd in 1964 gepromoveerd tot Hoofd van de Afdeling Oligofrenie (zwakzinnigenafdeling). Uiteindelijk culmineerden deze aanstelling en zijn vernieuwende ideeën tot een landelijk conflict waarbij progressief en conservatief Nederland lijnrecht tegenover elkaar kwamen te staan. Het hoogtepunt en tevens einde van dit conflict was de ontruiming van het paviljoen van Nieuw-Dennendal op 3 juli 1974. De beroemde foto van Muller met een bloem tussen twee agenten wordt gezien als een van de iconische beelden uit de jaren zeventig.

### Bezinning (1974-1977)
De hele periode ‘Dennendal’ heeft grote impact gehad op Muller. Er was grote teleurstelling over het beëindigen van de hoop op vernieuwing en daarnaast werd het conflict zo hoog in de politiek en media opgespeeld, dat ook Muller en zijn gezin en alle medestanders lang nodig hadden om de gebeurtenissen te verwerken. Muller verhuisde naar Peize in Drenthe en een aanzienlijk deel van de staf van Dennendal volgde dat voorbeeld en vond een rustige woonplaats in Noord-Nederland. Muller vulde zijn tijd met reflecteren en aandacht voor zijn gezin met inmiddels vijf kinderen.

### Vrije School (1974-1985)
De gedachten achter de behandeling van patiënten en collega's als gelijken kwamen uit verschillende hoeken, waaronder de Provo’s, Kabouterbeweging en de antroposofie. Muller speelde een belangrijke rol in het uitdragen van de antroposofie in het onderwijs in Groningen, samen met een aantal andere initiatiefnemers, via de Vrije School in Groningen. Ook hier waren het ‘uitgaan van de kracht van de mens’ in het onderwijs en ‘we doen het samen als gelijken’ in de organisatie belangrijke uitgangspunten.

### Academie voor Sociale en Culturele Arbeid (1977-1993)
Het uitdragen van de nieuwe gedachten voor de geestelijke gezondheidszorg kreeg een vervolg bij de Academie voor Sociale en Culturele Arbeid (ASCA) in Groningen. Muller ging aan de slag als docent. Vanwege het opgaan van de ASCA in de Rijkshogeschool van Groningen (RHG) ging Muller op 56-jarige leeftijd met vervroegd pensioen.

### Brocantehandel (1993-2015)
Een volgens Muller onbegrijpelijke 'sociale misstand' bracht hem op het spoor van de brocantehandel. De gemeente Eelde besloot te stoppen met het ophalen van grof vuil, zodat inwoners dat zelf moesten wegbrengen. Muller kocht een grote kar en hielp tegen een kleine vergoeding mensen die daartoe niet in staat waren, af van hun grof vuil.

### Tafeltje-dek-je en wandelen met ouderen (2001-2010)
Ondanks zijn zelf al vorderende leeftijd ging Muller zich begin van dit millennium inzetten voor enkele lokale sociale activiteiten, waaronder Tafeltje-dek-je en het wandelen met enkele ouderen die dreigden in een sociaal isolement te komen. Muller genoot ervan om met deze mensen de actualiteit te bespreken en dit gevoel was wederzijds.

### De nieuwe tijd (2005-2020)
De laatste vijftien jaar van zijn leven hield Muller zich intensief bezig met de actualiteit, waarbij zijn bijzondere interesse en bemoeienis zich richtte op sociale en politieke misstanden en het ontrafelen en onderuithalen van algemeen aanvaarde zaken die bij nader inzien helemaal niet zo logisch waren. Dit waren bijvoorbeeld 9/11, inentingen tegen griep, politici die hun verantwoordelijkheid niet nemen en de gigantische salarisverschillen tussen de ‘top’ en medewerkers.
Muller geloofde en hoopte dat alle inspanningen die in de wereld plaatsvinden samenkomen in wat sinds eind jaren ’60 de nieuwe tijd (New Age) genoemd wordt. De laatste vijftien jaar was hij dagelijks bezig met de voorbereiding voor deze nieuwe tijd. Dit deed hij middels bovengenoemde activiteiten, gesprekken, ingezonden stukken, lezen, discussies en door het maken van gedichten over de nieuwe tijd.

## Persoonlijk
Muller was van 1966 tot en met 1986 getrouwd met Eleonora Kruithof en heeft uit dit huwelijk zes kinderen. Zij woonden achtereenvolgens in Zeist (1966), Den Dolder (1972, in een woning van de W.A.-Hoeve), Peize (1974), Bedum (1977) en Eelde (1985). Van 1988 tot aan zijn dood was hij met zijn tweede vrouw getrouwd. Met haar woonde hij achtereenvolgens in Garmerwolde (1987) en Eelde (1988-2020). Uit dit huwelijk heeft hij een zoon.